# Веддо-австралоидная раса

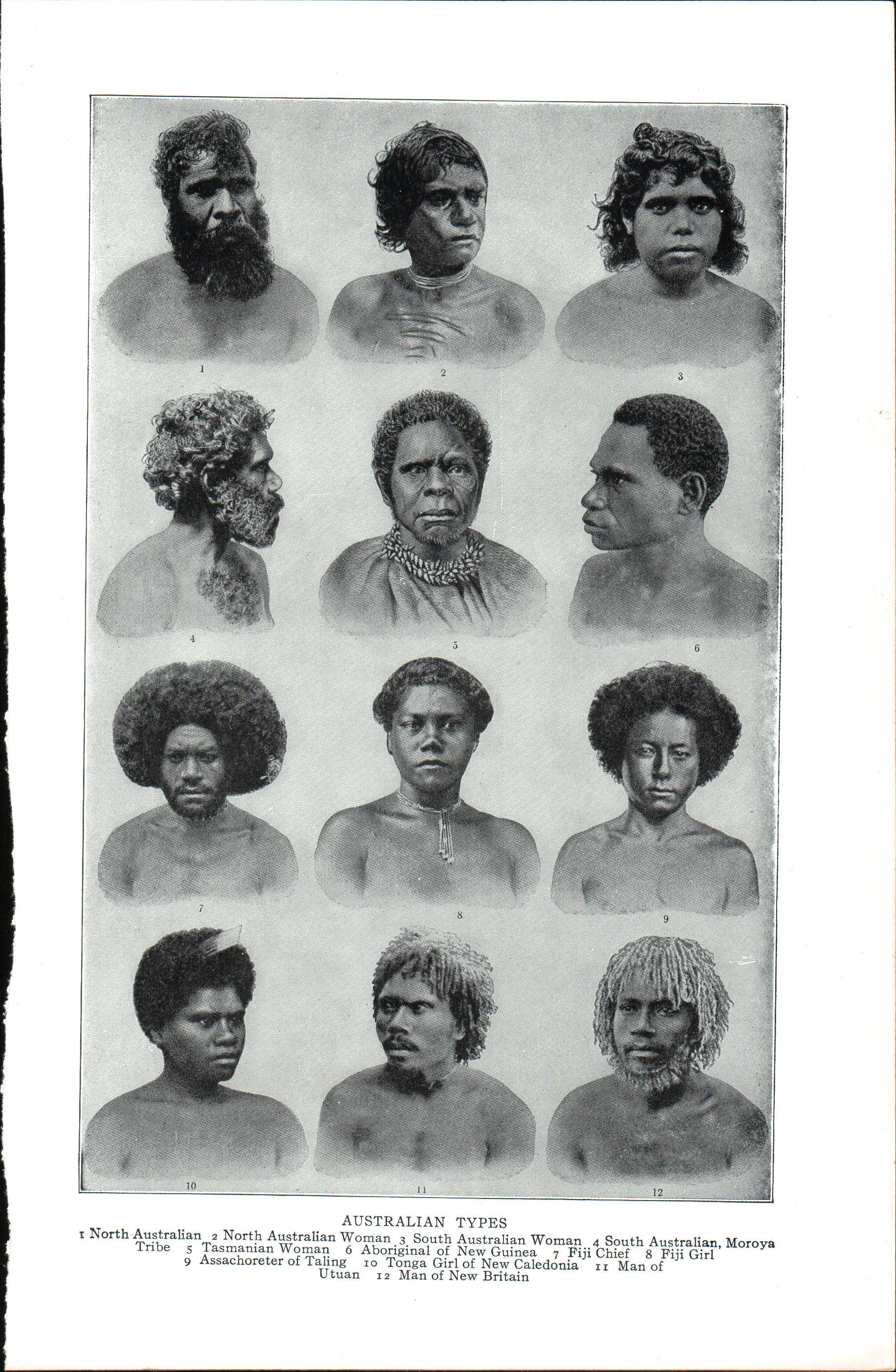
Австралийские типы из издания The New Student’s Reference Work 1914 года

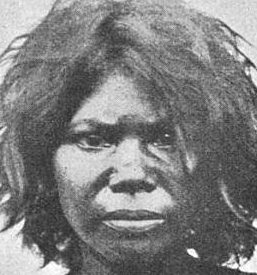
Изображение женщины народа веддов, которое приводится в классическом исследовании Ж. Деникера «Человеческие расы» (1900) как типичное

Ве́ддо-австрало́идная ра́са (также австрало-веддоидная раса, индо-австралоидная раса, большая австралоидная раса) — в западной антропологии — устаревшее понятие расовой классификации, не используемое в науке ввиду дискредитации представлений о расе как о биологической категории; в традиционной, в том числе советской и российской антропологии — одна из больших рас человечества, выделяемая наряду с негроидной, монголоидной и европеоидной; при этом расы рассматриваются как исторические категории, открытые популяционные системы, которые постоянно изменяются.
Объединяет представителей австралоидной (австралийской) и веддоидной малых рас. Сложилась в восточной части тропического пояса Старого Света — от Индостана до Индокитая и Малайского архипелага. Из этого региона распространилась в Австралию, отчасти в Океанию, а также в другие районы Азии. Современный ареал веддо-австралоидной расы состоит из небольших островков, сохранившихся на этой территории среди сплошного массива расселения представителей европеоидной и монголоидной рас (в Австралии исконный ареал сохранялся до XVIII века). Имеются многочисленные переходные популяции от веддоидной к монголоидной, южноиндийской и европеоидной расам.
Ранее веддо-австралоиды включались вместе с негроидной расой в состав большой экваториальной (негро-австралоидной) расы. В последнее время считается наиболее обоснованным выделять веддо-австралоидов и негроидов в две самостоятельные большие расы, поскольку исследования второй половины XX — начала XXI века показывают значительные различия этих рас по многим показателям (одонтологическим, дерматоглифическим, генетическим).
В разных классификациях большая австралоидная раса может включать в свой состав меланезийскую расу (иногда под названием восточно-экваториальной или австрало-меланезийской расы) и сближаться вместе с ней с большой монголоидной расой или же противопоставляться всем прочим большим расам. Вместе с тем меланезийская раса может и не включаться в большую австралоидную расу (в этом случае меланезоиды рассматриваются как восточноэкваториальная, или океаническая, ветвь большой негроидной расы).

## Классификация
Длительное время австралоидная раса рассматривалась вместе с негроидной расой как часть одной большой экваториальной (негро-австралоидной) расы. В частности, такие представления отражены в классификациях Г. Ф. Дебеца, Я. Я. Рогинского и М. Г. Левина, а также других учёных. В настоящее время многие исследователи вместо единой экваториальной выделяют две большие экваториальные расы — негроидную и австралоидную (веддо-австралоидную). Согласно генетическим исследованиям последнего времени, установлено, что австралоиды и негроиды не имеют общих предков, которые бы существовали какое-то время обособленно от европеоидов и монголоидов, поскольку африканские расы противостоят всем остальным человеческим расам вместе взятым (более того, сами негроиды представляют собой несколько рано обособившихся линий, часть из которых, например, койсаноиды и пигмеи, противостоят не только прочим негроидным линиям, но и всем прочим человеческим группам вместе взятым). Сходные признаки австралоидов и негроидов (в частности, тёмная пигментация кожи, глаз и волос, удлинённые пропорции тела) объясняют адаптивным характером этих признаков, возникшим в схожих климатических условиях. Кроме того, исследователи предполагают, что сходства могут быть наследием некоего древнего состояния, которое сохранилось у экваториальных рас, но изменилось у европеоидов и монголоидов.
Вне зависимости от того, включаются австралоиды и негроиды в одну большую расу или нет, состав австралоидной расы определяется в тех или иных расовых классификациях по-разному. В большинстве классификаций сближаются вместе австралийцы и веддоиды (хотя они могут быть разделены и по разным расовым ветвям), к ним чаще всего присоединяют меланезийскую расу в широком смысле, иногда также курильскую (айнскую), полинезийскую и южноиндийскую расы. Так, например, Г. Ф. Дебец, противопоставляя африканских негроидов всем восточным экваториальным расам, объединял последние в единую океаническую ветвь негро-австралоидной расы с тремя подветвями: курильской (айнской), южноиндийской и подветвью, включающей австралийскую с близкой ей веддоидной расой и меланезийскую с близкими ей негритосской и тасманийской расами. В терминологии В. В. Бунака большая австралоидная раса рассматривается как «южный расовый ствол», включающий континентальную ветвь с бадарийской и веддоидной расами, и древнеиндонезийскую ветвь с курильской, полинезийской, индонезийской и австралийской расами. При этом меланезийскую, папуасскую, негритосскую и тасманийскую расы В. В. Бунак сближал не с австралоидами, а с африканскими негроидами. Напротив, В. П. Алексеев, как и Г. Ф. Дебец, сближал австралийскую расу с андаманской, негритосскими, меланезийской, тасманийской, полинезийской и айнской расами, объединяя их в австралоидную ветвь евро-африканского расового ствола. В случае объединения австралийских аборигенов, веддоидов, папуасов, меланезийцев, негритосов и других восточноэкваториальных народов и расовых типов с большим разнообразием антропологических признаков в одну большую австралоидную расу подчёркивается значительный генетический полиморфизм этой расы в сравнении с другими большими расами человечества.
В сравнительно недавнее время считалось, что австралоиды вместе с монголоидами были генетически обособлены от прочих человеческих популяций и образовывали так называемый восточный надрасовый ствол, в пользу чего приводились доказательства генетических и морфологических (одонтологических и дерматоглифических) исследований. В частности, А. А. Зубов включал экваториальные расы Африки вместе с европеоидами в западный надрасовый ствол, а восточные экваториальные расы (австралийскую, веддоидную, меланезийскую и другие) вместе с монголоидами — в восточный надрасовый ствол. Также считалось, что от европеоидов австралоиды отстоят в генетическом отношении весьма далеко, но несколько менее, чем от негроидов.
Новейшие исследования в области генетики показали, что австралийцы, папуасы и, вероятно, мунда и аэта являются потомками первой волны людей, переселившихся из аравийского центра в районы Сунды и Сахула около 75—62 тысяч лет назад. Эта волна представляла собой одну из первых человеческих групп современного анатомического типа, покинувшей Африку и появившейся в Евразии. Вторая волна расселилась из аравийского центра примерно 38—25 тысяч лет назад, потомками этой волны стали современные европеоиды и монголоиды. Исходя из этих данных, включение австралоидов в восточный надрасовый ствол поставлено под сомнение. Более того, Л. Кавалли-Сфорца исключил из восточного ствола не только австралоидов, папуасов, меланезийцев и микронезийцев, но даже южных монголоидов. Многие из этих популяций (австралийцев, папуасов, меланезийцев, негритосов маманва из группы аэта и ицзу) помимо прочего объединяет и противопоставляет большинству монголоидов генетическое наследие денисовцев.

## Признаки
Для представителей веддо-австралоидной расы характерны:
- смуглая, реже тёмно-коричневая кожа;
- тёмный цвет радужки глаз;
- чёрные волосы, обычно волнистые (в популяциях с меланезоидной примесью встречаются курчавые волосы);
- широкое варьирование в развитии третичного волосяного покрова у мужчин от слабого (у веддоидов) до сильного (у австралоидов);
- средняя или малая величина головы, доминирующий тип — долихокефальный;
- прямой лоб (у веддоидов) или наклонный лоб (у австралоидов);
- слабое развитие надбровных дуг (у веддоидов) или сильно развитое надбровье, иногда образующее сплошной валик (у австралоидов);
- узкое лицо;
- ортогнатизм (иногда встречается умеренно прогнатный профиль);
- широкий нос с почти плоским переносьем;
- слизистые губ средней величины или утолщённые;
- удлинённые пропорции тела (тонкокостное телосложение);
- средний или малый рост.

Основным отличием австралоидов от веддоидов являются меньшая массивность и размеры последних, а также их отчётливо выраженная грацильность. Помимо меньших размеров головы и лица, меньшей массивности черепа, отсутствия надбровных дуг, меньшей ширины носа, меньшего прогнатизма и меньшего роста веддоиды отличаются также более светлыми оттенками кожи и меньшим ростом усов и бороды.

## Малые расы

### Австралоидная раса
Австралоидная (австралийская) малая раса распространена в Австралии. Представлена аборигенами, которые образуют немногочисленные группы среди доминирующего европеоидного населения. Из области формирования веддо-австралоидной расы, включающей территорию от Индостана до Индокитая и Малайского архипелага, предки австралийских аборигенов переселились на австралийский континент в палеолите. Вплоть до появления в XVIII веке европейцев аборигены Австралии жили в относительной изоляции. Возможно, в прошлом австралоиды населяли более обширные территории, о чём говорит австралоидный субстрат в некоторых популяциях Южной и Юго-Восточной Азии, а также Западной Океании.
Представители австралийской расы характеризуются следующими признаками: тёмным цветом кожи (менее тёмным, чем у африканских негроидов); глубоко посаженными глазами с тёмно-коричневым цветом радужки; тёмно-коричневой или чёрной пигментацией волос (волосы, как правило, узковолнистые и широковолнистые, имеются также группы с курчавыми волосами); умеренным или, реже, сильным развитием третичного волосяного покрова на теле и лице; длинной, узкой и средневысокой формой массивного черепа; наклонным лбом и сильно развитыми надбровными дугами; среднешироким лицом; очень широким носом с почти плоским переносьем; высокой верхней губой, средней толщины слизистыми губ; нередко встречаемым прогнатизмом; очень большими зубами; вытянутым телосложением с длинными конечностями, а также средним или высоким ростом (при наличии групп с очень низким ростом).
По мнению С. В. Дробышевского, выделяются от трёх до шести основных вариантов австралоидов: барриноидный тип (барринес), наиболее близкий меланезоидному (характерен для аборигенов Квинсленда — отличается очень тёмной кожей и глазами, наличием в основном курчавых волос, относительно слабым ростом волос на лице и теле, очень низким ростом и т. д.); карпентарийский тип (распространён в Северной Австралии, возможно, два его подтипа на полуостровах Арнемленд и Кейп-Йорк являются самостоятельными типами, карпентарийцы характеризуются самым тёмным цветом кожи в Австралии, средним развитием третичного волосяного покрова, самым высоким ростом, узким телосложением и т. д.); мюррейский тип (распространён среди аборигенов Южной Австралии с более светлым цветом кожи и глаз, со слабоволнистыми волосами, наиболее сильно развитым третичным волосяным покровом, с более узким и прямым носом, с самыми большими зубами и т. д.); возможно также, что аборигены Центральный и Западной Австралии образуют отдельные антропологические типы, но из-за недостаточности сведений о рассматриваемых популяциях существование этих типов остаётся пока только предположением. С указанным выделением антропологических вариантов аборигенов связана теория заселения австралийского континента, предложенная Дж. Б. Бердселлом и Н. Б. Тиндейлом. Согласно, этой теории, первыми Австралию заселили меланезоиды, от этой переселенческой волны лучше всего сохранили свой первоначальный облик барринес и тасманийцы. Второй волной, вытеснившей потомков первой волны или смешавшейся с ними, стали предки мюррейцев. Третья волна переселенцев представляла собой предков карпентарийцев, оттеснивших к югу мюррейцев.

### Веддоидная раса
Веддоидная (цейлоно-зондская) малая раса представляет, вероятнее всего, древнейшее население Южной и Юго-Восточной Азии. Распространена небольшими островными ареалами среди европеоидных и монголоидных популяций в Индии, Малайзии, Индонезии и других странах. Широко представлены веддоидные популяции и группы, переходные от южноиндийских к веддоидным, в Южной Индии, где за счёт смешения веддоидов с южными европеоидами сформировалась южноиндийская (дравидийская) переходная раса. К веддоидному населению относят большинство представителей таких этнических групп, как ведды (в восточных районах Шри-Ланки); бхилы, народы мунда, включая бирхоров, некоторые из дравидийских народов, включая гондов (в Центральной и Восточной Индии); сенои (в Малайзии); некоторые группы горных чамов (в Камбодже и Вьетнаме), а также кубу, лубу, тоала, лоинанги, каяны и другие малочисленные народы Индонезии. Кроме того, те или иные веддоидные признаки встречаются у представителей ряда популяций южноазиатской расы (в разных районах Юго-Восточной Азии) и индо-средиземноморской европеоидной расы (в Северной Индии). В прошлом популяции веддоидов были распространены намного шире, о чём говорят данные находок в некрополе города Гонур-Депе в Туркмении, а также веддоидные признаки, отмечаемые среди некоторых групп населения в Западной Азии, в частности, у бедуинов Хадрамаута в Йемене.
Представители веддоидной расы характеризуются такими особенностями, как наличие тёмной кожи (более светлой, чем у остальных австралоидов); чёрных, крупных, глубоко посаженных глаз; чёрных волнистых, иногда прямых, волос; преобладание среднего роста усов и бороды; меньших размеров головы и лица, чем у представителей австралийской расы; слабое развитие надбровья; наличие прямого лба; широкого носа с плоским переносьем (менее широкого в сравнении с остальными австралоидами); распространённость большой толщины губ; грацильного телосложения; среднего или низкого роста (у ведов-мужчин — до 156 см).
В составе веддоидной расы выделяют собственно веддоидный, или зондский, антропологический тип (распространён на островах) и бадарийский, или деканский, антропологический тип (распространён в континентальных районах Южной Азии). Для первого характерна максимальная выраженность классических веддоидных признаков, второй отличается более высоким ростом и разнообразием признаков, сложившихся в результате метисации с представителями европеоидной и монголоидной рас.